# Esteban Francés
Esteban Francés (Portbou, 30 de julio de 1913 - Deyá, 21 de septiembre de 1976) fue un pintor surrealista español.

## Biografía
Nacido en Portbou, Gerona en 1913, pasó sus primeros años en Figueras hasta 1925, año en el que se traslada con su familia a Barcelona. En esta ciudad, cursó la carrera de Derecho, abandonándola poco antes de finalizarla mientras asistía a la Escuela de la Lonja. En la década de 1930, Francés se implicó sentimentalmente con la pintora catalana Remedios Varo.
Tras el estallido de la guerra civil española, en el año 1937 se exilió a París, donde se integró en el grupo de los surrealistas. La segunda guerra europea le llevó, en 1940, a México, y dos años después a Estados Unidos. Estableció su residencia definitiva en Nueva York y allí coincidió con otros surrealistas, como André Breton, Yves Tanguy, Óscar Domínguez, Victor Brauner, Roberto Matta y Gordon Onslow Ford y Max Ernst.
Irène Hamoir cuenta, como anécdota, una discusión y pelea en 1938, entre Óscar Domínguez, sujetado por Louis Scutenaire, y Francés, inmovilizado por Victor Brauner, quien intentando proteger a Esteban fue alcanzado por un vaso arrojado por Domínguez, y perdió permanentemente su ojo izquierdo. También estaban presentes Paul  Éluard, Georges Hugnet, Wolfgang Paalen, Benjamin Péret y Yves Tanguy.
Esteban Francés falleció en Deiá, Palma de Mallorca en 1976.

## Obra

### Primeros años
Sus inicios en la pintura tienen lugar a principios de los años cuarenta en Barcelona, y muestra una práctica del surrealismo que se mueve por una línea muy cercana al surrealismo de Dalí.
Estuvo muy relacionado con las vanguardias catalanas, y en 1936 participó en la Exposición Logicofobista, que fue la muestra colectiva más importante del surrealismo español.
Al año siguiente se exilió a París.

### Exilio

#### París
Durante su exilio el artista se integró al grupo surrealista, encabezado por Bretón. Allí se convertiría en uno de los más cualificados representantes de lo que Bretón denominó “automatismo absoluto”. Junto a Francés hubo otros artistas que se incorporaron al movimiento surrealista parisino que tuvo lugar a finales de los años treinta, y el cual transformó profundamente su arte.

#### México
Con el estallido de la Segunda Guerra Mundial el artista se trasladó a México en 1942, y allí restableció contacto con viejos conocidos como Remedios Varo, Benjamin Péret y Leonora Carrington. 
En su obra, las primeras representaciones de cataclismos geológicos y tierras abriéndose con resplandores y magmas de lava tuvieron lugar un año después de establecerse en México, cuando apareció un volcán de unos 300 m de altura en la localidad de Paricutín. En estas nuevas producciones pictóricas también aparecieron extraños animales con cabezas y patas de gallo y largas colas de mamífero anilladas.
Para la mayoría de los surrealistas el exilio resultó muy negativo desde una perspectiva creativa, aunque este no fue el caso de Esteban Francés, que realizó una serie de obras deslumbrante con un vigor y colorido nuevos gracias a la cultura mexicana y su rica tradición ancestral.

#### Nueva York
En 1945 se trasladaría a Nueva York, mientras que la mayoría de surrealistas exiliados a Nueva York volvían a Europa al finalizar la guerra.
En 1946 el pintor Pável Chelishchev puso en contacto a Esteban Francés y el coreógrafo ruso George Balanchine, creando una colaboración que se prolongaría a lo largo de una veintena de años. Sin ninguna experiencia previa en el mundo de la escenografía teatral, Francés tuvo que pasar unas difíciles pruebas para demostrar su solvencia técnica una vez aceptó el ofrecimiento de Balanchine. Esta primera colaboración se inauguró con el ballet Renard en 1947 donde los trajes y la escenografía corrieron a cargo del artista.  Un año después del estreno, esta misma escenografía fue expuesta en el MOMA durante una exposición organizada por la Ballet Society.
El método de trabajo que establecería a partir de esta obra se repetiría en adelante con escuchas repetidas de la música y la observación detenida de las evoluciones de los bailarines en primera instancia, seguido por el intercambio de impresiones con el responsable correspondiente de modo que las ideas iban tomando forma hasta convertirse en los dibujos definitivos.
Su escenografía fue cambiando del surrealismo telúrico a un realismo lleno de imaginación y originalidad a lo largo de los años cuarenta y cincuenta.
Algunas de las obras emblemáticas en las que participó Esteban Francés fueron Tyl Eulenspiegel (1951), Pas de dix (1957), Night Shadow (1960) y Don Quijote (1965).
Su vuelta a la pintura de caballete tiene lugar a principios de los años setenta, con su faceta escenográfica asumida.